# Julien Klein
Julien Klein (7 aprile 1988) è un calciatore francese, difensore del Fola Esch.

## Carriera
In carriera ha giocato 23 partite di qualificazione alle coppe europee, 5 per la Champions League e 18 per l'Europa League, tutte con il Fola Esch.

## Palmarès

### Club

#### Competizioni nazionali
- Campionato lussemburghese: 3

Fola Esch: 2012-2013, 2014-2015, 2020-2021